# Que soni la música!
Que soni la música! (títol original en anglès, Military Wives) és una pel·lícula de comèdia dramàtica britànica del 2019 dirigida per Peter Cattaneo, a partir d'un guió de Rosanne Flynn i Rachel Tunnard. És protagonitzada per Kristin Scott Thomas, Sharon Horgan i Jason Flemyng. La pel·lícula està inspirada en la història real dels cors Military Wives, una xarxa de 75 cors de bases militars britàniques, que apareix a la quarta temporada de la sèrie de televisió documental britànica The Choir. S'ha doblat i subtitulat al català.
La pel·lícula es va exhibir per primer cop al Festival Internacional de Cinema de Toronto el 6 de setembre de 2019 i es va estrenar als cinemes del Regne Unit el 6 de març de 2020.

## Sinopsi
Amb les seves parelles fora de servei a l'Afganistan, un grup de dones al front domèstic formen un cor i ràpidament es troben al centre d'una sensació mediàtica i d'un moviment global.

## Repartiment
- Kristin Scott Thomas com a Kate
- Sharon Horgan com a Lisa
- Jason Flemyng com a Crooks
- Greg Wise com a Richard
- Emma Lowndes com a Annie
- Gaby French com a Jess
- Lara Rossi com a Ruby
- Amy James-Kelly com a Sarah
- Índia Ria Amarteifio com a Frankie
- Laura Checkley com a Maz
- Sophie Dix com a Beatrice
- Beverley Longhurst com a Hilary
- Jack James Ryan com el privat Shaw
- Karen Sampford com a membre del cor
- Robbie Gee com a Red